# Spanish Harlem (brano musicale)
Spanish Harlem è un brano musicale scritto da Phil Spector e Jerry Leiber, originariamente interpretato da Ben E. King e pubblicato nel 1960 nel singolo a 45 giri Spanish Harlem/First Taste Of Love dalla Atco Records.
Il brano fu il primo successo che King ebbe al di fuori dal suo ex gruppo musicale, i The Drifters, di cui era stato il frontman per anni.
Spanish Harlem è il nome di uno dei quartieri di New York, noto anche come East Harlem o El Barrio.
La canzone raggiunse la quindicesima posizione della classifica Billboard R&B Chart e la decima della Pop Chart. In seguito la rivista Rolling Stone la nominerà alla posizione 349 della Lista delle 500 migliori canzoni.

## Cover di Aretha Franklin
Aretha Franklin registrò una cover di Spanish Harlem nell'estate del 1971, che fu pubblicata nel singolo Spanish Harlem/Lean On Me ed inserita nell'album Aretha's Greatest Hits.

## Altre cover
Spanish Harlem è stata oggetto di numerose cover nel corso degli anni. Si ricordano quelle registrate dai The Mamas & the Papas nel 1966, da Slim Smith nel 1968, e da Kenny Rankin nel 2002. Poi: Willy DeVille, The Cats, Geoff Love, Percy Faith, Janet Seidel, Chet Atkins, Laura Nyro, Rebecca Pidgeon, Neil Diamond, Cliff Richard, Bowling for Soup, Tom Jones, Herb Alpert's Tijuana Brass e Bon Jovi, Tatsuro Yamashita.
Phil Spector, autore del brano, ne registrò una versione nell'album Wall of Sound Retrospective del 2006.
Nel 1961 fu interpretata in lingua francese da Dalida con il titolo Nuits d'Espagne, in spagnolo con il titolo di Aquella rosa e in italiano con il titolo Harlem spagnolo e il testo scritto da Carlo Da Vinci. La versione in lingua tedesca, intitolata Das ist die Frage aller Fragen, il cui testo fu scritto da Carl Ulrich Blecher, fu registrata da Cliff Richard ed Howard Carpendale nel 1979.
Il testo del brano del 1972 Mona Lisas and Mad Hatters, scritto da Bernie Taupin ed interpretato da Elton John, comincia con un riferimento a Spanish Harlem